# Domenico Puligo
Domenico di Bartolommeo Ubaldini connu sous le nom de  Domenico Puligo (1492 - 1527) est un peintre florentin de la Renaissance italienne.  

## Biographie
Après avoir été élève de Ridolfo Ghirlandaio, Domenico Puligo acquiert son style avec Andrea del Sarto. 

## Œuvres
- Portrait de Pietro Carnesecchi, Florence, galerie des Offices. Anciennement attribué à Andrea del Sarto.
- Vierge à l'enfant et Saint Jean-Baptiste, fin XVe siècle, Montpellier, musée Fabre.
- Cléopâtre se faisant mordre par un aspic, 1re moitié du XVIe sièclee siècle, Épinal, musée départemental d'Art ancien et contemporain[1].

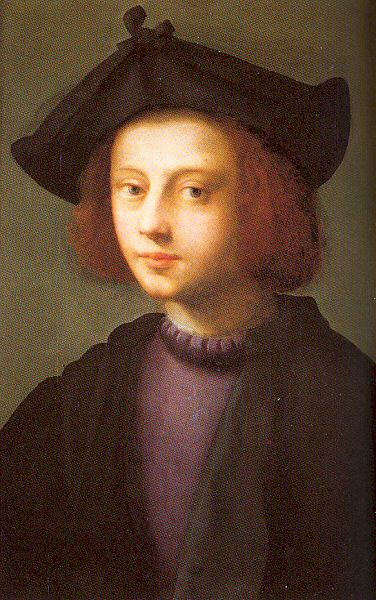
Portrait de Pietro Carnesecchi, Florence, galerie des Offices.